# Forever Blue (Chris Isaak)
Forever Blue è il quinto album in studio del musicista statunitense Chris Isaak, pubblicato nel 1995.

## Tracce
1. Baby Did a Bad Bad Thing – 2:54
2. Somebody's Crying – 2:46
3. Graduation Day – 3:11
4. Go Walking Down There – 2:49
5. Don't Leave Me on My Own – 2:14
6. Things Go Wrong – 3:00
7. Forever Blue – 2:42
8. There She Goes – 3:14
9. Goin' Nowhere – 2:52
10. Changed Your Mind – 3:51
11. Shadows in a Mirror – 3:59
12. I Believe – 3:09
13. The End of Everything – 3:05